# 親衛隊第4師
親衛隊第4師「警察」（德語：4. SS Polizei-Division）是第二次世界大戰納粹德國38個武裝親衛隊師級部隊之一，由阿道夫·希特勒於1939年9月18日下達將秩序警察擴編為師級部隊的命令，於10月1日正式被編制完成。起初德國國內秩序警察由海因里希·希姆萊所控制，而隨著他將親衛隊升級為軍事部隊的想法，而當時的國防軍又極欲控制它的擴張，希姆萊便將警察機關軍事化，成為之後的警察師。之後參與了法國戰役、蘇德戰爭與一些局部的反游擊行動，1942年2月24日正式隸屬於武裝親衛隊下，1943年兵種改為裝甲擲彈兵，1945年5月向美軍投降。警察師的軍徽為狼之鈎（Wolfsangel），為北歐神話中的一個標誌，武裝親衛隊裡也有其他師級單位以此圖案的變形為軍徽。此外由於士兵多是警察成員的緣故，有著整師近9成的人都擁有駕照。

## 建立
雖然國防軍在1934年因為親衛隊在長刀之夜削弱衝鋒隊的功勞，允許成立小型的特務部隊，但有著種種的人員限制，希姆萊只得另尋人力資源，於是將他自戈林轉移的全國警察挑選作為武裝親衛隊的一部分。1939年9月18日由希特勒下令组建，成立於1939年10月，以15000名的秩序警察成員所構成。原先他們並沒有登記於親衛隊中，繼續保有警察職位與佩章，避免了國防軍徵兵調度（這時還未是正式的武裝親衛隊），因此不像之後幾個武裝親衛隊師一樣嚴格篩選成員體格，整體素質也和正規部隊有所差別。該師的裝備主要取自於捷克斯洛伐克的物資，在黑森林一帶進行訓練，並在波蘭短期負責內部安全的職務

## 作戰

### 西線
雖然警察師成立與訓練過晚沒趕上波蘭戰役，但到了1940年春季，德國即將進攻法國與低地國家，警察師被配屬到威廉·里特尔·冯·李布指揮的C集團軍，負責佯攻馬奇諾防線和莱茵兰，這時的警察師僅是單純的步兵和以馬車運輸的部隊。6月9日，警察師第一次參加了戰鬥，於通過埃纳河和阿登運河之間與法軍交火後，又與阿登森林中的法軍後衛部隊戰鬥，1940年6月下旬，警察師被轉入預備部隊。1941年1月17日，親衛隊特務部隊的管理權由警察機關轉到親衛隊管理部。警察師被編到北方集團軍，準備巴巴羅薩作戰的行動中。

### 東線
雖然配屬北方集團軍員是要作為預備師，但之後就投入了盧加的戰鬥中，與269步兵師一起跟蘇軍5個師爭奪橋頭堡，在血腥的前線戰鬥中損失近2000人，包括師長阿图尔·米尔弗施泰特（Arthur Mülverstedt），但仍持續推進至盧加北部，突破蘇軍的防禦，將其圍殲，之後又參加了列寧格勒圍城戰。1942年1月，警察師被派往沃爾霍夫的防禦地段，2月24日正式轉到武裝親衛隊，人員將他們的警徽改為親衛隊標誌。1月至3月，警察師為摧毀蘇聯第2軍團的主要角色，其餘時間則是守於列寧格勒戰線。1943年2月警察師於拉多加湖以南戰鬥，被捲入蘇軍強力攻勢中，被迫徹往科爾皮諾的新防線，儘管受到不少損傷，仍成功抵擋了紅軍。在防守這段期間，警察師從中抽調部份單位送往西方訓練，升級為装甲掷弹兵，並以荷蘭志願軍（即尼德蘭師）來填補該空缺。該戰鬥群於1943年5月被解散，而警察裝甲擲彈兵師已預備好行動。

### 後期
但警察師並沒有被派到蘇聯，而被送往巴爾幹地區，負責希臘北部的反游擊行動。根據蓋世太保的紀錄，警察師在克利蘇拉（Klissura）對平民犯下戰爭罪行，之後還在迪斯托莫（Distomo）進行屠殺，該事件被稱作「迪斯托莫屠殺」。警察師一直留在希臘，直到1944年8月被召回，派到贝尔格莱德阻擋紅軍，再次遭受高傷亡。到1944年9月，損失近一半軍力的警察師撤到斯洛伐克，又撤往波美拉尼亞、但澤和斯维讷明德，少數人員參與了柏林戰役，最後穿過易北河，並向美軍投降。

## 指揮官
- 1940/09/01—1940/09/08 警察中將 康拉德·希奇勒（Konrad Hitschler）
- 1940/09/08—1940/11/10 親衛隊最高集團領袖 卡尔·普费弗-维尔登布鲁赫（Karl Pfeffer-Wildenbruch）
- 1940/11/10—1941/08/08 親衛隊集團領袖 阿图尔·米尔弗施泰特（Arthur Mülverstedt）
- 1941/08/08—1941/12/15 親衛隊最高集團領袖 瓦尔特·克吕格尔（Walter Krüger）
- 1941/12/15—1943/04/17 警察中將 阿尔弗雷德·温嫩贝格（Alfred Wünnenberg）
- 1943/04/17—1943/06/01 親衛隊旅隊領袖 弗里茨·弗赖塔格（en:Fritz Freitag）
- 1943/06/01—1943/08/18 親衛隊旅隊領袖 弗里茨·施梅德斯（en:Fritz Schmedes）
- 1943/08/18—1943/10/20 親衛隊旅隊領袖 弗里茨·弗赖塔格
- 1943/10/20—1944/04/19 親衛隊上级领袖 弗德里希-威廉·波克（en:Friedrich-Wilhelm Bock）
- 1944/04/19—1944/05/?? 親衛隊旅隊領袖 于尔根·瓦格纳（en:Jürgen Wagner）
- 1944/05/??—1944/05/07 親衛隊最高集團領袖 弗德里希-威廉·波克
- 1944/05/07—1944/07/22 親衛隊旅隊領袖 赫伯特-恩斯特·瓦尔（en:Herbert-Ernst Vahl）
- 1944/07/22—1944/08/16 親衛隊旗隊领袖 卡尔·许默斯（en:Karl Schümers）
- 1944/08/16—1944/08/22 親衛隊上级领袖 赫尔穆特·德恩德（Helmuth Dörnder）
- 1944/08/22—1944/11/27 親衛隊旅隊領袖 弗里茨·施梅德斯
- 1944/11/27—1945/03/01 親衛隊旗隊领袖 瓦爾德·哈爾塞（en:Walter Harzer）
- 1945/03/01—1945/03/?? 親衛隊旗隊领袖 弗里茨·格勒（Fritz Göhler）
- 1945/03/??—1945/05/08 親衛隊旗隊领袖 瓦爾德·哈爾塞

## 戰鬥地區
- 德國（1939年9月—1940年5月）
- 盧森堡、比利時和法國（1940年5月—1941年1月）
- 東線、北部防區（1941年6月—1943年5月）
- 捷克斯洛伐克和波蘭（1943年5月—1944年1月）
- 希臘（1944年1月—1944年9月）
- 南斯拉夫和羅馬尼亞（1944年9月—1944年10月）
- 匈牙利（1944年10月—1944年12月）
- 捷克斯洛伐克和德國東部（1944年12月—1945年5月）

## 戰鬥序列
- 1939年　警察師

- 第1警察歩兵團 （Polizei-Infanterie-Regiment 1）
- 第2警察歩兵團 （Polizei-Infanterie-Regiment 2）
- 第3警察歩兵團 （Polizei-Infanterie-Regiment 3）
- 第300砲兵團 （Artillerie-Regiment 300）
- 警察反坦克營 （Polizei-Panzerabwehr-Abteilung）
- 警察工兵營 （Polizei-Pionier-Bataillon）
- 自行車連 （Radfahr-Kompanie）
- 第300通信營 （Nachrichten-Abteilung 300 ）
- 第300補給支援部隊 （Versorgungstruppen 300）

- 1943年　親衛隊「警察」裝甲擲彈兵師

- 第7SS裝甲擲彈兵團 （SS-Panzergrenadier Regiment 7）
- 第8SS裝甲擲彈兵團 （SS-Panzergrenadier Regiment 8）
- 第4SS砲兵團 （SS-Artillerie Regiment 4）
- 第4SS突撃砲營 （SS-Sturmgeschütz-Abteilung 4）
- 第4SS坦克營 （SS-Panzer-Abteilung 4）
- 第4SS裝甲獵兵營 （SS-Panzerjäger-Abteilung 4）
- 第4SS防空砲營 （SS-Flak-Abteilung 4）
- 第4SS通信營 （SS-Nachrichten-Abteilung 4）
- 第4SS裝甲偵察營 （SS-Panzer-Aufklärungs-Abteilung 4）
- 第4SS工兵營 （SS-Pionier-Bataillon 4）
- 第4SS裝甲修理營 （SS-Panzer-Instandsetzungs-Abteilung 4）
- 第4SS野戰補充營 （SS-Feldersatz-Bataillon 4）

## 人員軍力
構成人種：德國人，共有25人獲得騎士鐵十字勳章。
- 1941年6月：17,347人
- 1942年12月：13,399人
- 1943年12月：16,081人
- 1944年6月：16,139人
- 1944年12月：9,000人

## 資料來源
1. ↑  Stein, George H, The Waffen SS: Hitler's elite guard at war, 1939-1945. Ithaca: Cornell University Press (1984), pp. 28, 34
2. 1 2 3 4 5 6 7  Williamson, The Waffen SS, p38
3. ↑  .   [2009-02-26]. （原始内容存档于2017-02-04）.
4. 1 2 3 4 5  Williamson, The Waffen SS, p39
5. ↑  . BBC News. 2003-06-26  [2009-02-26]. （原始内容存档于2020-04-01）.